# 斯武普湖
51°05′54″N 16°07′33″E / 51.09833°N 16.12583°E

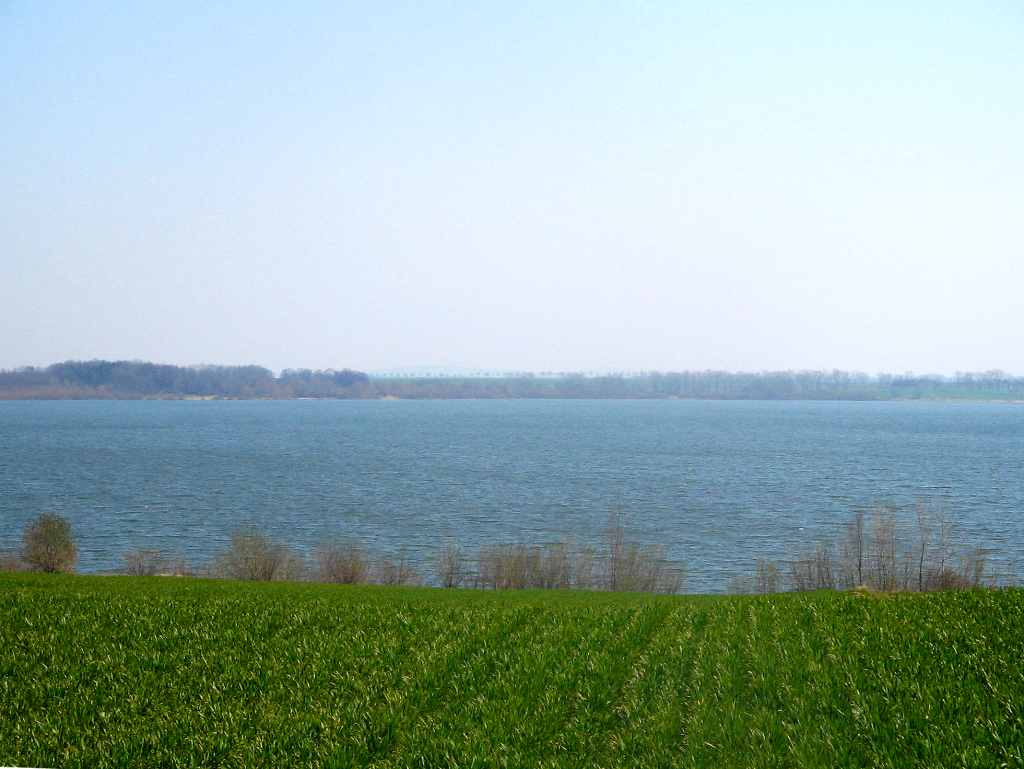

斯武普湖是波蘭的水庫，位於該國西南部下西里西亞省，處於尼斯沙洛納河，落成於1978年，面積4.9平方公里，最大水深20米，蓄水量3,869萬立方米。